# Yumurta
Pour plus de détails, voir Fiche technique et Distribution.
Yumurta (en turc l'œuf) est un film turc réalisé par Semih Kaplanoğlu en 2007, sorti en France en 2008 (présenté à la Quinzaine des réalisateurs du Festival de Cannes). Ce film est le premier d'un triptyque, La Trilogie de Yusuf, qui est composée de Yumurta (L'Œuf), de Süt (Le Lait) et de Bal (Le Miel).
Le triptyque est chronologiquement inversé, de telle sorte que Bal, le dernier film, raconte l'enfance de Yusuf, et Yumurta, son âge adulte avancé.

## Synopsis
Vivant à Istanbul et travaillant comme libraire, Yusuf, apprend la mort de sa mère Zehra et revient dans sa ville natale, Tire, où il n'a pas été depuis des années. Dans une maison, une jeune fille, Ayla, l'attend. Yusuf apprend la connaissance de cette nièce éloignée qui a vécu et pris soin de sa mère pendant cinq ans. Ayla transmet à Yusuf la dernière volonté de sa mère avant de mourir. Volonté qu'il doit à présent accomplir à sa place, en respect pour la mémoire de sa mère. Mais le retour dans sa ville natale, de celui que tout le monde considère comme Yusuf le poète, est l'occasion pour ce dernier de se confronter avec un passé dont il a du mal à se défaire. Un passé presque étouffant, telle une coquille d’œuf...

## Fiche technique
- Titre : Yumurta
- Réalisation : Semih Kaplanoğlu
- Scénario : Semih Kaplanoğlu et Orçun Köksal
- Production : Kaplan Film
- Pays d'origine :  Turquie
- Genre : Drame
- Durée : 97 minutes
- Dates de sortie :

## Distribution
- Nejat İşler, Yusuf Köksal
- Saadet Işıl Aksoy, Ayla
- Ufuk Bayraktar, Haluk
- Tülin Özen, la femme dans la librairie
- Gülçin Santırcıoğlu,
- Kaan Karabacak
- Semra Kaplanoğlu

## Récompenses et distinctions
à traduire
- 2007 : Valdivia International Film Festival - Best Director, Best Actress
- 2007 : Sarajevo Film Festival - Best Actress, Heart of Sarajevo: Best Actress
- 2007 : Festival du film d'Antalya - Meilleur film, meilleur scénario, Best Camera Direction, Best Art Direction, Best Costume Design, Behlül Dal Digitürk Jury Special Award for Young Talent, NETPAC Jury Award for Best Picture
- 2007 : 2007 World Film Festival of Bangkok - Best Director (Harvest of Talents competition)
- 2008 : Istanbul International Film Festival - Golden Tulip, Radikal People's Choice Award